# Баба Анујка
Ана ди Пиштоња (рођ. Дракшин или Драксин, али познатија као Баба Анујка) била је серијски убица из села Владимировац у Југославији. Крајем 19. и почетком 20. века учествовала је у тровању најмање 50 људи, а по неким проценама и више (претпоставке иду до броја од 150 жртава). Ухапшена је 1928. године у доби од 90 година и осуђена на 15 година затвора 1929. године због саучесништва у два убиства. Након осам година, пуштена је из затвора због старости.

## Детињство и младост
Подаци о раном животу Анујке су непоуздани. Према неким изворима, рођена је 1838. године у Румунији у породици богатог сточара, а преселила се у Владимировац у Банатској војној крајини Хабзбуршке монархије око 1849. Тврдила је да је рођена 1836. године. У Панчеву је похађала приватну школу са децом из богатих породица, а касније је живела у кући свог оца. Наводно је постала мизантроп са 20 година након што ју је завео млади аустријски војни официр. Од официра је добила сифилис пре него што ју је напустио сломљеног срца. Након тога, тражила је осаму и почела да показује интересовање за медицину и хемију. Говорила је пет језика. Касније се удала за власника имања Пистов или ди Пиштоња са којим је имала 11 деце, од којих је само једно преживело до пунолетства. Био је много старији од ње и умро је након 20 година брака. Након што је постала удовица, Анујка се вратила изучавању хемије.

## Експериментисање биљкама
Анујка је направила лабораторију у једном крилу своје куће након што јој је супруг умро. Стекла је репутацију исцелитеља и травара крајем 19. века. Жене пољопривредника долазиле су код ње и тражиле помоћ због здравствених проблема. Анујка је зарађивала довољно и могла пристојно да живи од тог новца. Производила је лекове и смеше које би војно способне чиниле болеснима и помагале им да избегну војну службу. Продавала је и отровне смеше под називом „чаробна вода” и „љубавни напитак”. Те напитке је углавном продавала женама са брачним проблемима, које би давале „чаробну воду” својим мужевима, а они би обично умирали након осам дана.
Анујкин „љубавни напитак” садржавао је мале количине арсена и одређене биљне токсине које је било тешко открити. На питање о брачном проблему Анујка би питала свог клијента: „Колико је тежак овај проблем?”, Што је значило: „Колика је телесна маса жртве?” Потом је могла да израчуна потребну дозу. Анујкине жртве су обично били мушкарци, од којих је већина била млада и иначе здрави. Њени клијенти су на суђењу тврдили да нису знали да њена „чаробна вода” садржи отров, али да су веровали да Анујка има неку натприродну моћ да убија људе користећи магију. Напицима Анујке убијено је између 50 и 150 људи.
Током 1920-тих Анујка је имала свог „продајног агента”, жену по имену Љубина Миланков, чији је посао био да пронађе потенцијалне клијенте и одведе их до Анујке. Цена Анујкине „чаробне воде” кретала се између 2.000 и 10.000 тадашњих југословенских динара.

## Откривање убистава
Анујка је своју „чаробну воду” продала Стани Момиров у јануару 1924. године за 2.300 динара. Стана је већ била њен клијент, а Анујка јој је раније давала биљне лекове. Стана је чаробну воду дала свом супругу Лазару Лудошком, а он се разболео и умро након неколико дана. Стана се касније удала за другог мушкарца из истог села. Богати стриц другог мужа умро је под сличним околностима у року од неколико месеци. То је изазвало сумњу полиције, па је испитала Стану која је одала Анујку.
Анујка је затим продала своју чаробну воду у децембру 1926. Сими Момирову и његовој супрузи Софији, који су намеравали да убију Симиног 70-годишњег оца Николу Момирова. Њихов мотив била је породична свађа. Према њиховој тврдњи, Никола је био алкохоличар и насилан према својој деци и унуцима. Софија је за Анујку чула од жене по имену Даница Стојић (или Стајић), па су контактирали Анујку која им је продала своју чаробну воду за 5.000 динара. Софија је напитак предала 16-годишњој Олги Стурза, Николовој унуци, и наредила јој да се постара да га Никола попије. Никола је попио напитак, разболео се и умро након 15 дана.

## Суђења
Прво суђење Анујки било је у јуну 1914. у Белој Цркви. Суђено јој је због обезбеђивања отрова за убиства, али је ослобођена. Поново је ухапшена 15. маја 1928. у доби од 90 година. Стана, Софија и Сима Момиров, Љубина Миланков, Даница Стојић и Олга Стурза ухапшени су и оптужени за убиства Николе Момирова и Лазара Лудошког. Власти су ексхумирале тела жртава због обдукције која је урађена на Универзитету у Београду.
Суђење је почело јуна 1929. у Окружном суду у Панчеву, а рочишта су одржана 18. и 19. јуна. Суђење се наставило 1. јула када су били доступни резултати хемијског испитивања узорака пронађених у кући Анујке, а јавни тужилац и браниоци дали су завршне речи. Тужилац је тражио смртну казну за све оптужене, осим Олге Стурзе која је у време убиства била малолетна и за коју је тражио затворску казну.
Софија и Сима Момиров бранили су се на суђењу. Тврдили су да нису знали да „чаробна вода” садржи отров и да су веровали да је то само вода, а да је смрт настајала као резултат Анујкиних натприродних моћи. Стана Момиров је тврдила да је само желела да чаробном водом излечи свог супруга од алкохолизма и да није била свесна да ће га то убити. Током суђења, Анујка је стално негирала оптужбе, тврдећи да никада није продавала чаробну воду и да је цео случај против ње измислила Љубина Миланков, која је желела да оптужи Анујку за сопствене злочине. Олга Стурза се бранила тврдећи да је у време убиства још увек била дете и да није била свесна да ће вода убити њеног деду, али Софија је сведочила да је Олга добро знала за читаву заверу. Доктор Бранко Вурдеља посведочио је да су у телима жртава пронађени трагови арсена.
Пресуда је донесена 6. јула 1929. године. Анујка је осуђена на 15 година затвора због улоге саучесника у оба убиства. Стана и Софија Момиров осуђене су на доживотни затвор као главне починиоце. Сима Момиров осуђен је на 15, а Љубина Миланков на 8 година. Олга Стурза и Даница Стојић ослобођене су оптужбе.

## Жалба
И тужилац и оптужени жалили су се на пресуду Апелационом суду у Новом Саду, а то суђење је одржано 29. и 30. новембра 1929. Тужилац је захтевао смртну казну за све оптужене. Након унакрсног испитивања, Сима и Софија Момиров признали су да су за отров знали од почетка, а други оптужени остали су при својим претходним изјавама. Пресуда је донесена 30. новембра 1929. године. Анујка је поново осуђена на 15 година затвора тешког рада, а Стана и Софија Момиров поново су осуђене на доживотни затвор. Сими Момирову казна је повећана са 15 година на доживотну робију, а Љубини Миланков казна је повећана са 8 на 10 година. Олга Стурза и Даница Стојић су поново ослобођене.

## Смрт
Према неким изворима, Анујка је пуштена на слободу у 98. години, након осам година затвора због старости, а умрла је две године касније у својој кући у Владимировцу, када је имала око 100 година.
У Румунској православној цркви у Владимировцу, пронађен је запис који потврђује тачан датум њене смрти, где пише да је преминула 1. септембра, а сахрањена 2. септембра 1938. године.